# Пая зелена
Па́я зелена (Cyanocorax yncas) —  вид горобцеподібних птахів родини воронових (Corvidae). Мешкає в Андах.

## Опис
Зелені паї — птахи кремезного вигляду, середня довжина яких становить 25-27 см, а вага 66-92 г. Голова у них відносно велика, овальної форми, дзьоб міцний, конічної форми, на кінці дещо гачкуватий, очі великі, крила і хвіст відносно довгі, лапи міцні, пазуристі. На лоб і тімені є помітний чуб.
Обличчя, горлдо і верхня частина грудей чорні. Лоб, "вуса", щоки і "брови" яскраво-сині, потилиця і задня частина шиї кремові. Нижня частина тіла жовта, іноді з оранжевим відтінком. Спина, крила і хвіст трав'янисто-зелені, махові і стернові пера мають синьо-зелений відтінок. Очі жовті, дзьоб чорний, лапи сірувато-чорні.
Загалом зелені паї є схожими на жовточеревих пай, однак мають дещо більші розміри, більш довгий чуб, менш контрастне забарвлення і біле забарвлення потилиці.

## Підвиди
Виділяють сім підвидів:

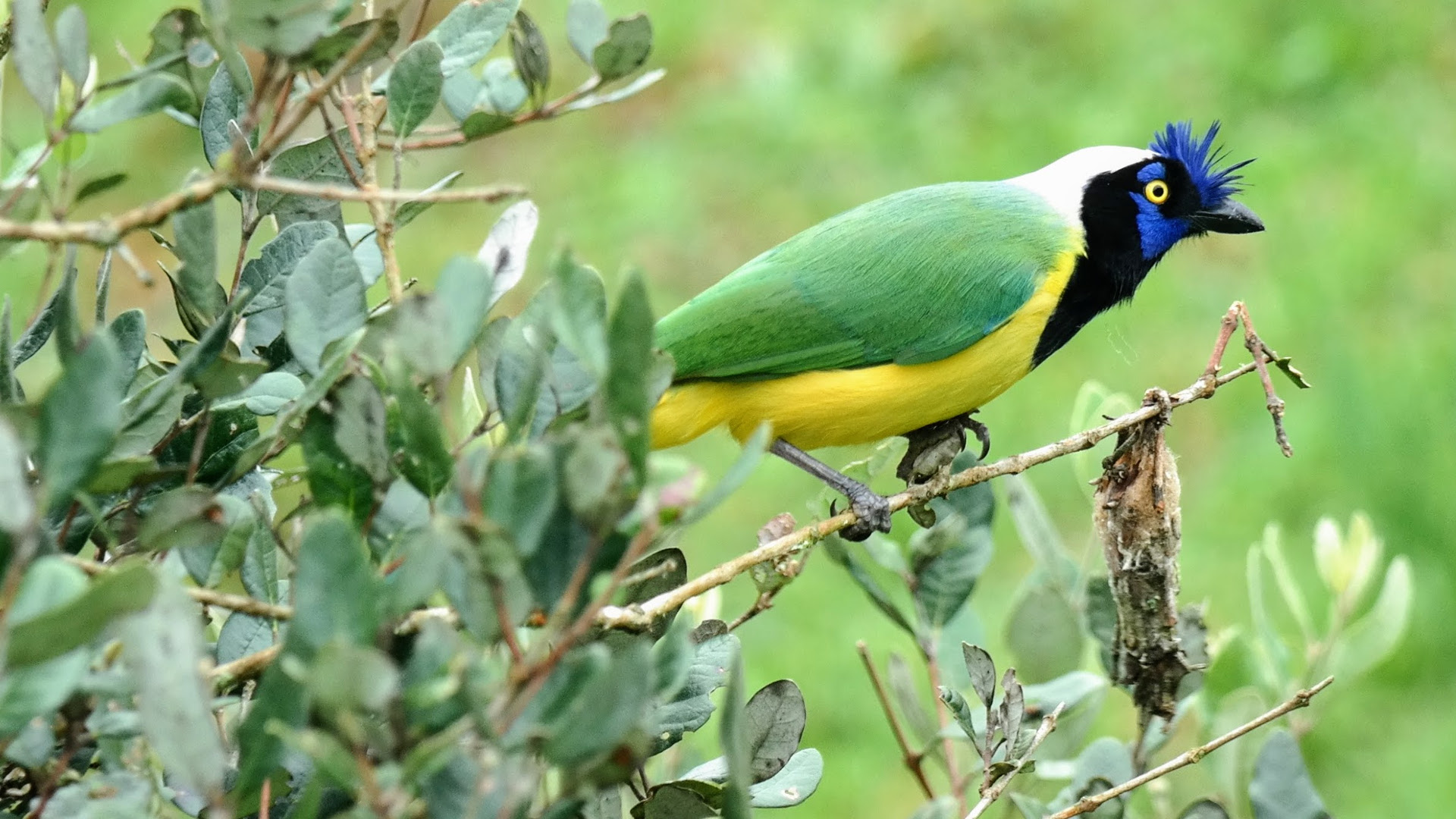
Зелена пая

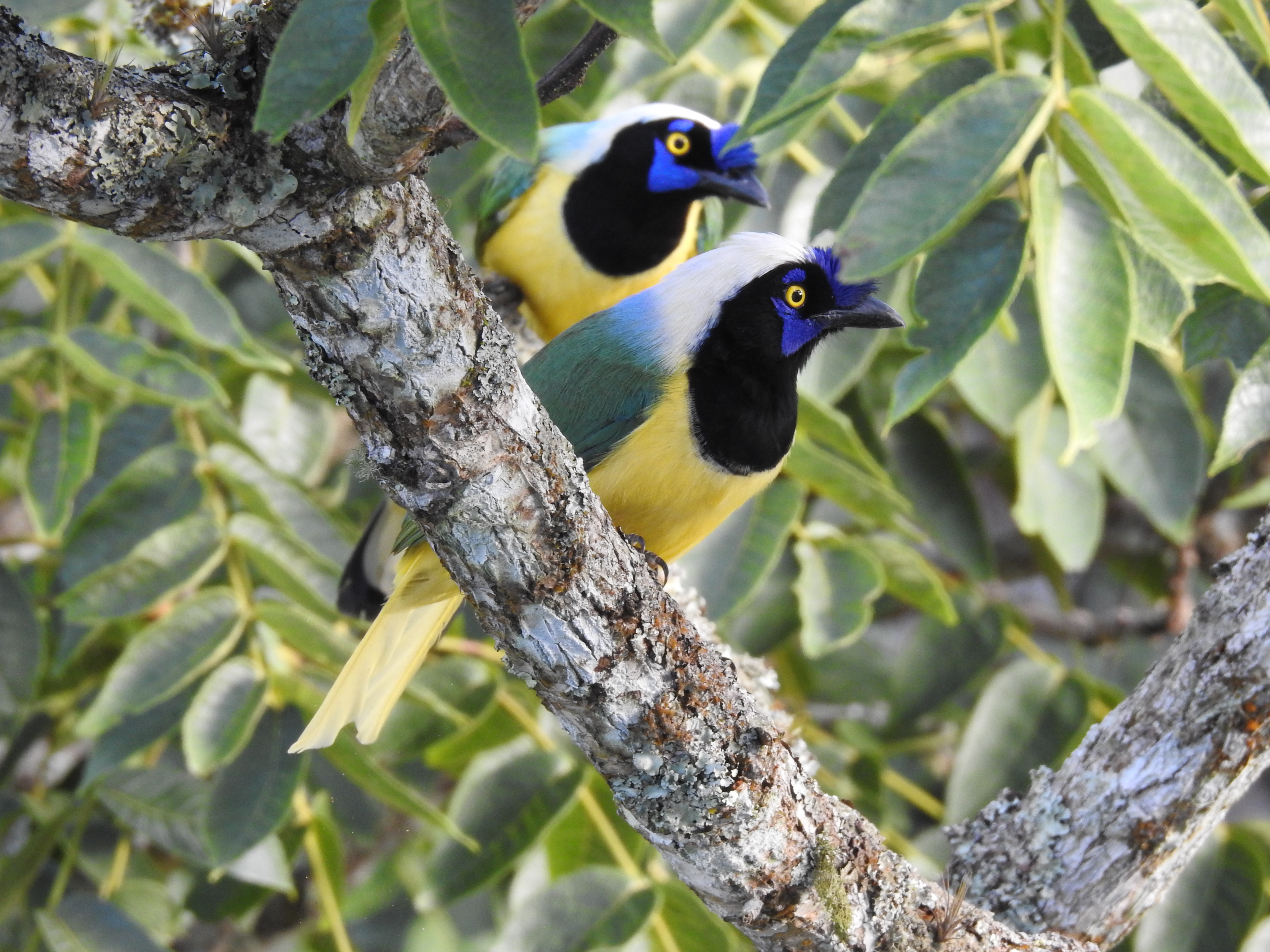
Пара зелених пай

- C. y. galeatus (Ridgway, 1900) — Колумбійські Анди;
- C. y. cyanodorsalis Dubois, AJC, 1874 — східні схили Колумбійських Анд і Венесуельські Анди;
- C. y. guatimalensis (Bonaparte, 1850) — Прибережний хребет на півночі Венесуели (від Фалькона на схід до Ансоатегі);
- C. y. yncas (Boddaert, 1783) — Анди на південному заході Колумбі, в Еквадорі, Перу і Болівії;
- C. y. longirostris (Carriker, 1933) — посушливі райони у верхній течії Мараньойну (північне Перу).

Жовточерева пая раніше вважалася конспецифічною з зеленою паєю, однак була визнана окремим видом.

## Поширення і екологія
Зелені паї мешкають у Венесуелі, Колумбії, Еквадорі, Перу і Болівії. Вони живуть у вологих гірських тропічних лісах з чагарниковим підліском, на узліссях і галявинах. Вони зустрічаються поодинці, парами або невеликими сімейними зграйками до 7 птахів, на висоті від 1400 до 3000 м над рівнем моря. Ведуть переважно деревний спосіб життя. Зелені паї є всеїдними птахами, живляться комахами, іншими безхребетними, личинками, дрібними хребетними (дрібними плазунами і амфібіями, яйцями, пташенятами, гризунами), ягодами, насінням, жолудями і плодами.
Зелені паї є моногамними птахами, утворюють пари на все життя. Сезон розмноження у них триває з березня по серпень. Пара птахів будує чашоподібне гніздо, яке робиться з переплетених гілочок і рослинних волокон і встелюється м'яким рослинним матеріалом. В кладці від 3 до 5 яєць. Насиджують самиці, тоді як самці шукають їм їжу і захищають гніздо. Інкубаційний період триває 17 днів. За пташенятами доглядають і самиці, і самці, а також їх помічники — молоді птахи з попереднього виводку. Пташенята покидають гніздо через 3 тижні після вилуплення, а повністю самостійними вони стають ще чере півтора місяці. Пташенята продовжують залишатися разом з сімейною зграєю протягом року. Тривалість життя зелених пай триває 10 років.